# Northrop X-21
El Northrop X-21A fue un avión experimental diseñado para probar alas con control del flujo laminar. Estaba basado en el fuselaje del Douglas WB-66D, con los motores de las alas desplazados al fuselaje trasero y haciendo espacio para los compresores de aire. El avión voló por primera vez el 18 de abril de 1963 con el piloto de pruebas de la NASA Jack Wells a los mandos. A pesar de que se realizaron útiles pruebas, el extenso mantenimiento del intrincado sistema del flujo laminar causó el fin del programa.

## Diseño y desarrollo
El control del flujo laminar es una tecnología que ofrece la posibilidad de una mejora significativa en el coeficiente de resistencia, lo que conllevaría mejoras en el uso del combustible, alcance o autonomía de los aviones; superando con creces cualquier otra única tecnología aeronáutica conocida. En principio, si el 80 por ciento del ala es laminar, la resistencia general podría reducirse en un 25 por ciento. La fuerza de fricción entre el aire y la superficie del avión, conocida como resistencia viscosa, es mucho mayor en una capa límite turbulenta que en una laminar. El principal tipo de control activo del flujo laminar es retirar una pequeña cantidad del aire de la capa límite mediante la succión a través de materiales porosos, múltiples ranuras de superficie estrecha, o pequeñas perforaciones (succión de la capa límite).
Se requirieron dos modificaciones principales, la primera implicaba la retirada de los motores subalares estándar Allison J71 y su sustitución por un par de turborreactores sin poscombustión General Electric XJ79-GE-13 de 42 kN de empuje estático, montados en soportes instalados en la parte trasera de los lados del fuselaje. Aire sangrado de los motores J79 era llevado a un par de carenados subalares, cada uno de los cuales albergaba una turbina "quema-sangrado" que aspiraba el aire de la capa límite a través de las ranuras del ala.
Los vehículos de pruebas X-21A (55-0408 y 55-0410) también incorporaban sofisticados sistemas de control del flujo laminar construidos dentro de un ala completamente nueva, de envergadura y área aumentadas, con una flecha reducida de 35° a 30°. El ala tenía series múltiples de ranuras en toda la envergadura (800000 en total), a través de las cuales la capa límite turbulenta era "aspirada", con el resultado de un flujo laminar suave. Teóricamente, se podía lograr reducir la resistencia, una mejor economía de combustible y un alcance mayor.
La cabina delantera llevaba un piloto y dos ingenieros de vuelo, mientras que dos ingenieros de pruebas de vuelo adicionales estaban ubicados en una bodega del fuselaje central, por debajo del ala.

### Pruebas

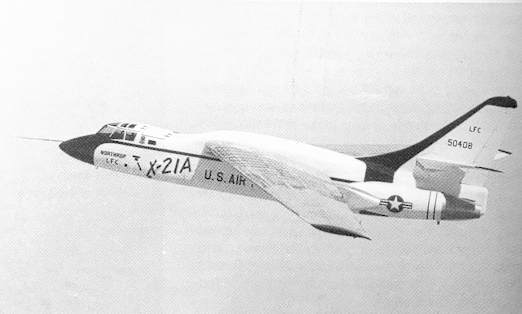
X-21A en pruebas.

En las pruebas iniciales hubo problemas significativos con los materiales porosos y las ranuras de superficie, que se obstruían con deshechos, bichos e incluso con la lluvia. En ciertas condiciones, se formarían cristales de hielo debido al rápido enfriamiento del aire sobre aquellas superficies laminares en las que abruptamente se rompía el flujo laminar, causando una rápida fusión y una rápida transición de vuelta al flujo turbulento. Se deseaba un máximo logro de flujo laminar del 95 por ciento sobre aquellas áreas. Sin embargo, los trabajos de diseño fueron cancelados debido a los problemas de obstrucción.
A pesar de todo, se obtuvieron datos pioneros en el programa de vuelo del X-21, incluyendo los efectos de irregularidades superficiales, la turbulencia de la capa límite inducida por los efectos tridimensionales del flujo en toda la envergadura en la capa límite (denominado contaminación de toda la envergadura), y los efectos degradantes ambientales como los cristales de hielo en la atmósfera.

### Disposición
Ambos X-21A acabaron almacenados en la Base de la Fuerza Aérea Edwards, California, donde gradualmente se convirtieron en vagabundos, usados principalmente como blancos fotográficos. Los restos aún se pueden ver, pero no se han realizado esfuerzos para recuperar un solo ejemplar para restauración o exhibición.

## Operadores
Estados Unidos
- NASA

## Especificaciones (X-21A)

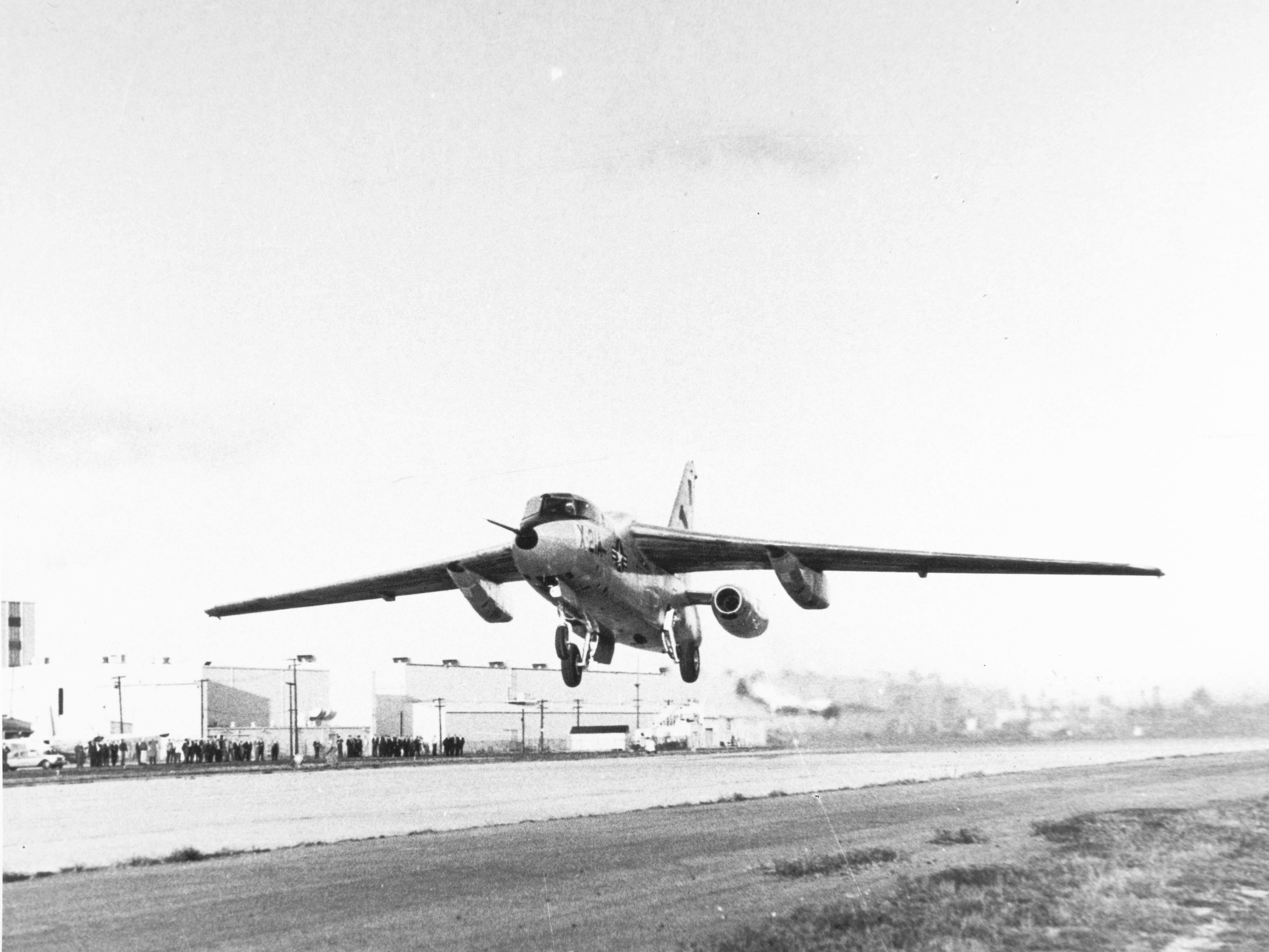
El X-21A asciende en su primer vuelo.

### Características generales
- Tripulación: Cinco.
- Longitud: 22,94 m
- Envergadura: 28,51 m
- Altura: 7,8 m
- Superficie alar: 116,17 m²
- Peso vacío: 20783 kg
- Peso cargado: 37727 kg
- Planta motriz: 2× turborreactores General Electric J79-GE-13.
  - Empuje normal: 41,9 kN de empuje cada uno.

### Rendimiento
- Velocidad nunca excedida (Vne): 896 km/h
- Alcance: 7697 km
- Techo de vuelo: 12957 m (42500 pies)

### Desarrollos relacionados
- B-66 Destroyer

### Secuencias de designación
- Secuencia N-_ (interna de Northrop): ← N-138 - N-141 - N-144 - N-149 - N-150 - N-151 - N-155 →
- Secuencia X-_ (Aviones eXperimentales estadounidenses, 1948-presente): ← X-18 - X-19 - X-20 - X-21 - X-22 - X-23 - X-24A/B/C →

### Listas relacionadas
- Anexo:Aeronaves de la Fuerza Aérea de los Estados Unidos (históricas y actuales)